# Guillermo de Mandagout
Guillermo de Mandagout (en francés Guillaume de Mandagout; Montpeyroux (Languedoc-Rosellón), ? - Aviñón, 3 de noviembre de 1321) fue un cardenal francés, miembro de la orden de los agustinos,  Cardenal obispo de Palestrina.

## Biografía
Guillermo de Mandagout fue auditor en el Tribunal de la Rota Romana, archidiácono en Nîmes y en Uzès, preboste del capítulo de Tolosa, profesor de derecho en la Universidad de Bolonia y protonotario apostólico. En 1295 fue nombrado arzobispo de Embrun. Fue elegido rector del condado Venaissin en 1305 y transferido a la archidiócesis de Aix-en-Provence en 1311.
Mandagout fue nombrado cardenal por el papa Clemente V en el consistorio de 23 de diciembre de 1312.  El cardenal de Mandagout fue un jurista célebra, autor de Libellus de episcoporum electionibus. Participó en el cónclave de 1314-16 que eligió papa a Juan XXII.
El 4 de noviembre de 1321, obtiene del Papa Juan XXII una última bula que le permite hacer testamento. muere el 11 de noviembre en Aviñón, y está enterrado en la iglesia de la Abadía de Santa Catalina de dicha ciudad.

## Fuente
- Esta obra contiene una traducción  derivada de «Guillaume de Mandagout» de Wikipedia en francés, publicada por sus editores bajo la Licencia de documentación libre de GNU y la Licencia Creative Commons Atribución-CompartirIgual 4.0 Internacional.

- Datos: Q3120387
- Multimedia: Guillaume de Mandagout / Q3120387